# Дитрих I фон Лихтенщайн
Дитрих I фон Лихтенщайн (на немски: Dietrich I von Liechtenstein; † сл. 12 април 1209) е благородниик от род Лихтенщайн в Долна Австрия. Фамилията се нарича на замък Лихтенщайн, южно от Виена, построен ок. 1130 г. от Хуго фон Петронел.

## Произход
Той е син на Дитрих фон Лихтенщайн († сл. 1192) и съпругата му Вират фон Пфафщетен, дъщеря на Алберт фон Пфафщетен. Брат е на Рапото фон Лихтенщайн, господар на Петронел († сл. 1196), Алберт фон Лихтенщайн († 5 юли сл. 1190) и Вират фон Лихтенщайн († сл. 1192), монахиня в Клостернойбург.

## Фамилия
Дитрих I фон Лихтенщайн се жени за фон Гунтрамсдорф (* 1193), дъщеря на Хайнрих фон Гунтрамсдорф. Те имат децата:
- Дитрих II фон Лихтенщайн († сл. 1258), господар на Рорау, женен за Маргарета
- Хайнрих I фон Лихтенщайн (1216 – 1265), господар на Николсбург, Лихтенщайн и Петронел, женен I. за Димуд, II. за Мехтилд († сл. 24 май 1265)
- Алберт фон Лихтенщайн († сл. 3 декември 1285), господар на Ст. Петронел, женен